# Нели Рангелова
Нѐли Ма̀ркова Ра̀нгелова е българска поппевица.

## Биография
Нели Рангелова е родена в Михайловград (дн. Монтана) на 15 септември 1958 г. Започва творческата си кариера през 1978 година с оркестър „Бургас“ като беквокалистка. През 1983 г. завършва Естрадния отдел на Българската държавна консерватория в класа на Цветана Възвъзова.
По време на творческата си кариера има над 500 записани песни и печели много награди, между които Голямата награда на фестивала „Златният Орфей“ в Международния конкурс за изпълнители през 1982 г. Същата година печели и Голямата награда на фестивала „Нийуола“ в Индипендънс, щата Канзас, САЩ.
От 25 до 28 май 1983 година участва в 18-ото издание на международния фестивал на популярната песен „Братиславска лира“ в Чехословакия и печели наградата „Сребърна лира“ за изпълнението на песента „Докога“ (текст: Михаил Белчев, музика и аранжимент: Александър Бръзицов) в надпреварата за чужди изпълнители. За изпълнението си на същата песен печели Втора награда на 21-вото издание на Международния фестивал на песента в Сопот (Полша), провело се от 15 до 17 август следващата година, а освен нея изпълнява и български кавър на полската песен Żyj kolorowo („Живей цветно“) от репертоара на Ева Бем. Същата година е издаден и първият ѝ студиен албум, озаглавен с името на певицата и в който освен „Докога“ е включена и най-известната ѝ песен „Необясними неща“, позната широко като „Мой стих“.
През 1987 година Нели Рангелова е сред първите десет изпълнители в категория „блус“ на конкурса в Нешвил с песента „Ти и последният дъжд“. Лауреат е и на фестивалите „Шиофок“ – Унгария и „Филах“ – Австрия.
Нели Рангелова има изяви като солистка на състави като Биг бенда на БНР, „Сребърни звезди“ и „Акага“ Също така пее като гост-музикант с ФСБ, Росица Кирилова, Бисер Киров, Орлин Горанов. Тя има също реализирани 5 телевизионни филма.
Музика за нея са писали Зорница Попова, Александър Бръзицов, Ангел Заберски, Мария Ганева, Морис Аладжем, Тончо Русев, Борис Чакъров, Димитър Гетов и други.
През 2021 г. участва на фестивала „Бургас и морето“ с песента „Сирената, която...“ по музика и аранжимент на Светослав Лобошки и текст на Иван Тенев. През същата година с Веско Ешкенази записва и песента „Тангото на живота“ по музика на Иван Кръстев, текст на Джина Дундова-Панчева и аранжимент и мастеринг на Красимир Илиев.

## Филмография

### Участие във филма „Майната ти любов“ (2025)
През 2025 г. Нели Рангелова се включва в игралното кино с роля във филма „Майната ти, любов“, режисиран от Исидор Карадимов. Във филма тя изпълнява ролята на Камелия – зряла и емоционално сложна жена, носеща белезите на минали разочарования. Ролята ѝ е ключова за една от ретроспективните сюжетни линии във филма, която се преплита с настоящето и показва цикличността на любовта и грешките. Освен като актриса, Нели Рангелова участва и със своя авторска песен, която звучи в емблематична сцена от лентата, придавайки допълнителна емоционална дълбочина. Премиерата на филмът се очаква да е през есента на 2025г.

## Дискография

### Студийни албуми
- 1985 – „Нели Рангелова“
(LP, Балкантон – ВТА 11461)
- 1986 – „Добър ден ще ти кажа“
(LP, Балкантон – ВТА 12248)
- 1994 – „Само ти“
(CD и МС, Riva Sound – RSCD 3023)
- 1998 – „Автопортрет“
(CD и МС, Riva Sound – RSCD 3043)
- 2000 – „Вкус на мед“
(CD, Riva Sound – RSCD 3075)
- 2002 – Surprise (Hot Country Duets Vol.1…)
(CD, CMP Studio)
- 2004 – „Раздвоена“
(CD, Даная интернешенъл)
- 2008 – „Диаманти“
(2 CD, Даная интернешенъл)

### Компилации
- 1993 – „Най-доброто от Нели“
(МС, Mega Sofia)
- 2013 – „Акустично“, концертен албум с най-големите ѝ хитове
(CD, Нели Рангелова)

### Сингли
- 1990 – „Вик за близост“, дуетна малка плоча с Росица Кирилова
(SP, Балкантон – ВТК 3971)